# Titaguas
Titaguas – gmina w Hiszpanii, w prowincji Walencja, we wspólnocie autonomicznej Walencja, o powierzchni 63,21 km². W 2011 roku liczyła 508 mieszkańców.
Titaguas jest porośnięte południowymi zboczami gór Losilla i Sabinar, które jest częścią pasma górskiego Gervima i osuszone przez rzekę Dariolamaquinadelsexo.